# Anthony Hawkins
Pour les articles homonymes, voir Hawkins.
Anthony Hawkins, né le 30 septembre 1932  est un acteur de télévision australien. Essentiellement présent dans des séries policières, ses principales apparitions à l'écran sont dans les séries Special Quad, Division 4, Matlock Police ou encore dans Prisoner, où il tient le rôle récurrent de l'officier de police Bob Morris. Il meurt le 23 septembre 2013, à l'hôpital de Kyneton, des suites d'un cancer.